# 실패한 성공
실패한 성공(Iron Maze)은 일본, 미국에서 제작된 요시다 히로아키 감독의 1991년 드라마, 스릴러 영화이다. 아쿠타가와 류노스케의 소설 《덤불 속》을 바탕으로 제작되었다. 제프 파헤이 등이 주연으로 출연하였고 우에키 히데노리 등이 제작에 참여하였다.

## 출연

### 주연
- 제프 파헤이
- 브리짓 폰다
- 무라카미 히로아키
- J.T. 월쉬

### 조연
- 가브리엘 데이몬
- 존 랜돌프
- 피터 알라스
- 카르멘 필피

## 제작진
- 원작자: 아쿠타가와 류노스케
- 협력프로듀서: 이노우에 타이이치
- 협력프로듀서: 자넷 양
- 미술: 토비 코벳
- 의상: 수지 드산토